# بلک‌ثورن (کمیک)
بلک‌ثورن (به انگلیسی: Blackthorn) با نام اصلی اِیلین پاگروونا، یک شخصیت خیالی ابرقهرمان در کتاب‌های کامیک منتشر شده توسط مارول کامیکس است. این کاراکتر به دست پیتر بی. گیلس و برنت اندرسون خلق شده است و برای اولین بار در شمارهٔ ۱ از مجموعه نیروی ضربت: موریتوری (دسامبر ۱۹۸۶) معرفی شد.
جدا از کتاب‌های کامیک، شرکت مارول از بلک‌ثورن در دیگر کالاهای خود از جمله پوشاک، اسباب‌بازی، بازی ورق، انیمیشن‌های تلویزیونی و بازی‌های رایانه‌ای استفاده کرده است.